# 아인 밀릴라
아인 밀릴라('Aïn M'lila, 아랍어: عين مليلة  , 아인 말릴라 ; "하얀 원천"을 의미하며 루트 mll은 베르베르어 기원임)는 알제리 움엘부아기주 알제리 코뮌에 있는 마을이자 코뮌이다. 2008년 인구 조사에 따르면 인구는 65,371명이며, 독립 전쟁 당시 알제리의 가장 저명한 지도자 중 한 명인 랍비 빈 마헤드의 고항이다. 또한 현재 알제리 리그 프로페시오넬 1 (1부 리그)에 소속되어 있는 축구 클럽 AS 아인 밀리라의 연고지이기도 하다.